# Dolores (paroisse civile)
Pour les articles homonymes, voir Dolores.
Dolores est l'une des cinq paroisses civiles de la municipalité de Rojas dans l'État de Barinas au Venezuela. Sa capitale est Dolores. En 2018, sa population s'élève à 12 584 habitants.

## Géographie

### Démographie
Hormis sa capitale Dolores qui possède également deux quartiers distincts, la paroisse civile possède plusieurs localités, dont :
- Agua Larga de Dolores
- Agua Larga de Libertad
- Caño Espinito del Este
- Caño Seco
- Caño Yegüera
- Dolores
  - Sector Camoruco
  - Sector La Planta
- La Erika
- La Florida
  - La Florida Norte
  - La Florida Sur
- Madre Vieja
- Maporal
  - Maporal Adentro
- Ramal de Dolores
- Sabana de Quirobeño
- Sabana Nueva
- Vegón de Dolores